# Lagodias albidipennis
Lagodias albidipennis är en tvåvingeart som beskrevs av Friedrich Hermann Loew 1858. Lagodias albidipennis ingår i släktet Lagodias och familjen rovflugor. Inga underarter finns listade i Catalogue of Life.